# Винни (посёлок)
Ви́нни (эст. Vinni) — посёлок в волости Винни уезда Ляэне-Вирумаа, Эстония. 

## География и описание
Посёлок Винни расположен в 19 километрах к юго-востоку от волостного центра — посёлка Паюсти, и в  20 километрах к юго-востоку от уездного центра — города Раквере. Высота над уровнем моря — 95 метров.
Климат умеренный. Официальный язык — эстонский. Почтовый индекс — 46601.

## Население
По данным переписи населения 2021 года, в  Винни  насчитывалось 882 жителя, из них 785 (89,3 %) — эстонцы.
По данным переписи населения 2011 года, в посёлке проживали 927 человек, из них 806 (86,9 %) — эстонцы.
Численность населения посёлка Винни по данным переписей населения:
| Год  | 1959 | 1970  | 1979  | 1989   | 2000   | 2011  | 2021  |
| ---- | ---- | ----- | ----- | ------ | ------ | ----- | ----- |
| Чел. | 393  | ↗ 780 | ↗ 884 | ↗ 1063 | ↘ 1054 | ↘ 927 | ↘ 882 |

## История
Название деревне дано по названию мызы Финн (Винни), впервые упомянутой в 1531 году как Finn. Мыза, в свою очередь, получила своё название от старинной деревни Витни (Vitni), упомянутой в 1241 году и расположенной к западу от неё.
На военно-топографических картах Российской империи (1846–1863 годы), в состав которой входила Эстляндская губерния, населённый пункт обозначен как Винни, мыза — как мз. Финнъ.
В советское время в посёлке находилась центральная усадьба Винниского опорно-показательного совхоза-техникума имени XXV съезда КПСС.
В 1990—1995 годах в посёлке Винни располагался волостной дом Винни, затем он переехал в соседний посёлок Паюсти. На территории посёлка находится бывшая мыза Винни.

### Исторический факт
На полях в окрестностях нынешнего посёлка Винни 15 августа 1708 года состоялось последнее крупное сражение Северной войны на материковой части территории Эстонии.

## Инфраструктура
В посёлке Винни действуют:
- гимназия Винни-Паюсти — начала учебную работу в 1988 году и до 1994 года называлась средняя школа Винни-Паюсте. В школе 35 педагогов и более 360 учеников. Символом школы является Винни-Пух[15].
- детский сад «Тыруке» ("Tõruke") — начал работу в 1979 году[16].
- спорткомплекс Винни — в 2017 году Олимпийским комитетом Эстонии признан мультифункциональным спортивным центром на следующие 10 лет[17].
- стадион Винни-Паюсти[18] — является домашней площадкой местного спортклуба «Винни Таммед» („Vinni Tammed“)[19].
- библиотека Винни-Паюсти — располагается в помещениях бывшего волостного дома Винни по адресу Винни, улица Сыпрусе 1[20].

## Достопримечательности
В окрестностях посёлка Винни и соседнего с ним посёлка Паюсти находится дубрава, которая входит в природоохранную зону Винни-Паюсти. Дубрава имеет природное происхождение и возникла 300–400 лет назад. Площадь природоохранной зоны — 92,7 гектара, высота деревьев достигает 20 метров, охват самого старого дуба — 320 сантиметров, возраст нынешних дубов — 250-270 лет. Дубрава Винни является самой северной областью распространения дуба обыкновенного.

## Программа защиты эстонской архитектуры 20-го столетия
По инициативе Министерства культуры Эстонии, Департамента охраны памятников старины, Эстонской академии художеств и Музея архитектуры Эстонии в период с 2008 по 2013 год в рамках «Программы защиты эстонской архитектуры 20-го столетия» была составлена база данных самых ценных архитектурных произведений Эстонии XX века. В ней содержится информация о зданиях и сооружениях, построенных в 1870—1991 годы, которые предложено рассматривать как часть архитектурного наследия Эстонии и исходя из этого или охранять на государственном уровне, или взять на учёт. В этой базе данных есть объекты, расположенные в посёлке Винни:
— городок бывшего Винниского опорно-показательного совхоза—техникума (одноэтажные здания и многоквартирные дома), используется, состояние удовлетворительное.

## Галерея

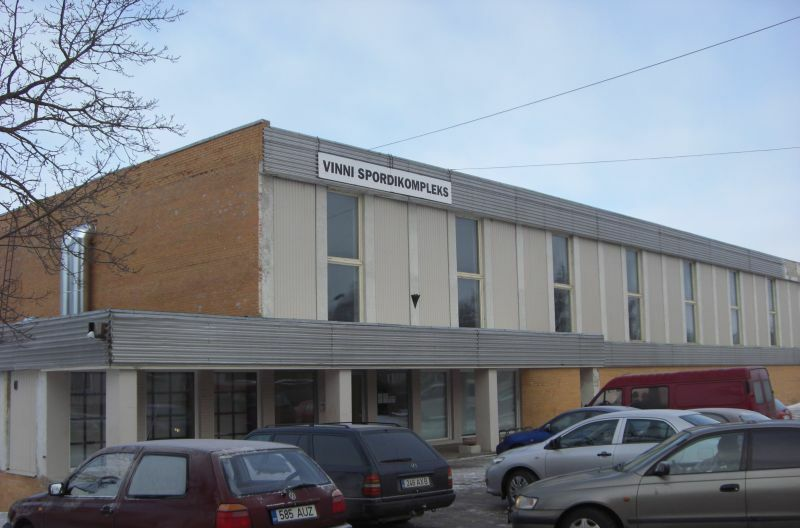
Спорткомплекс Винни
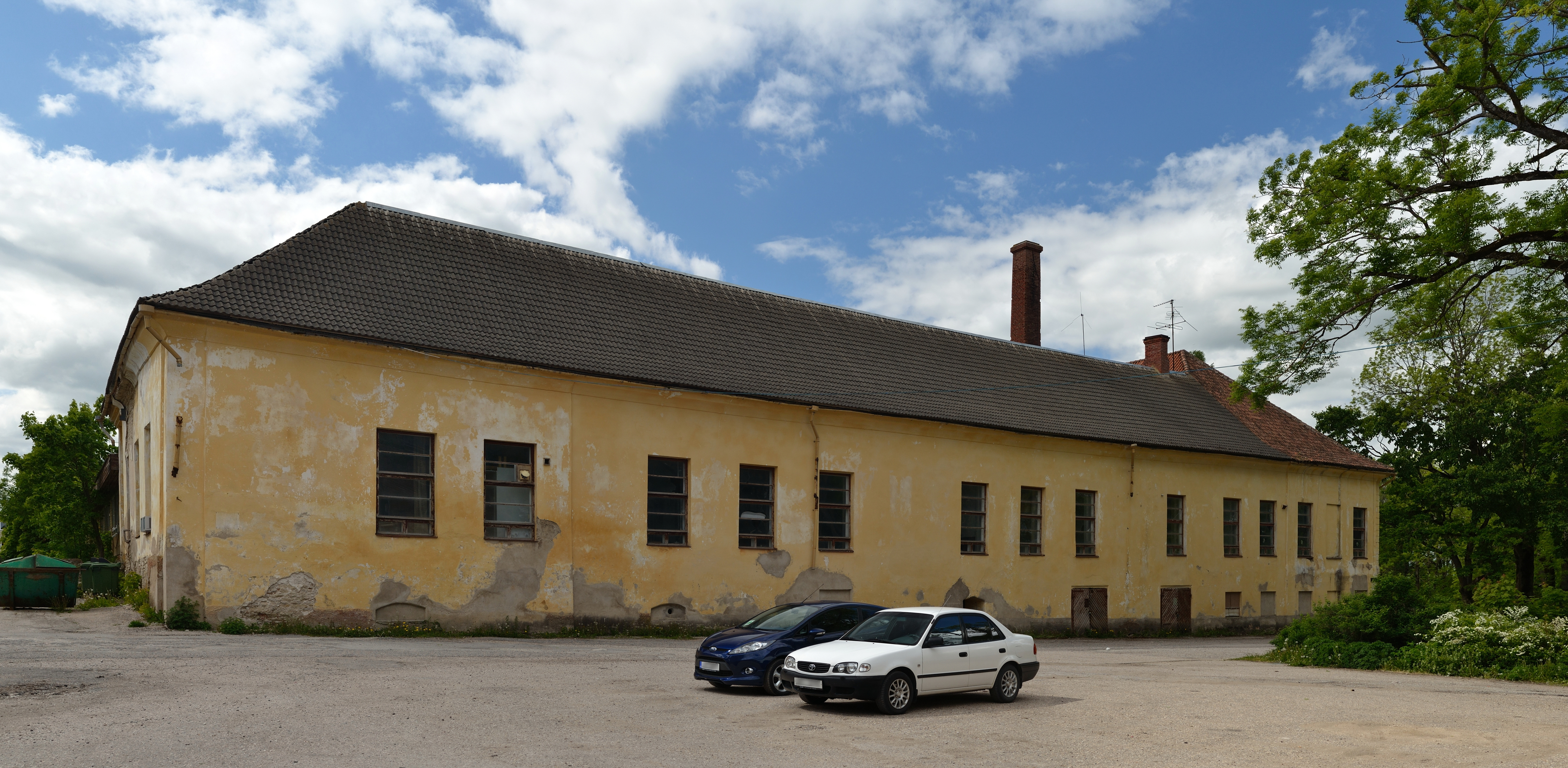
Главное здание мызы Винни
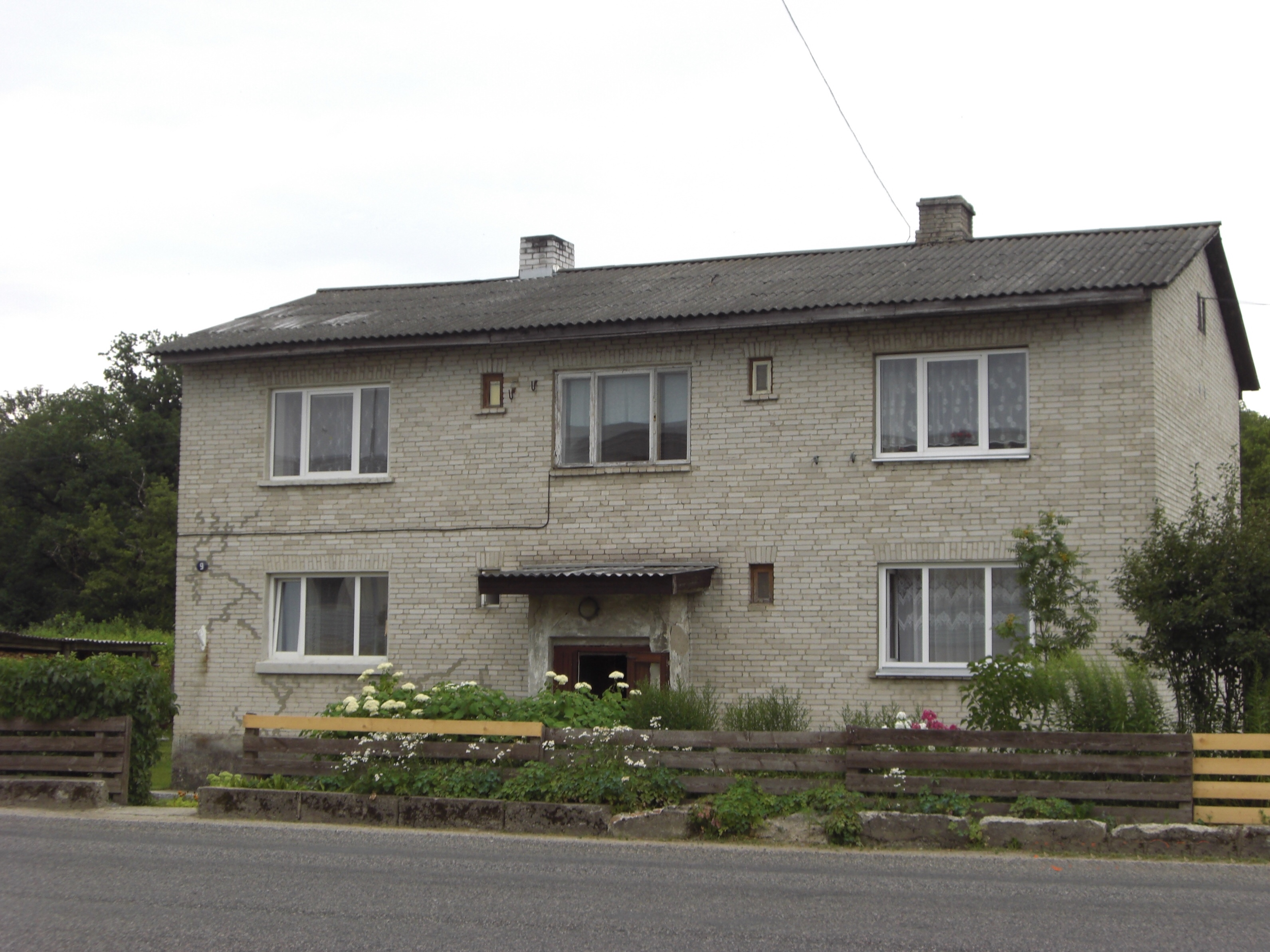
Жилой дом в посёлке Винни